# Битка за Алеутска острва
Битка за Алеутска острва (енгл. Aleutian Islands campaign), вођена од 7. јуна 1942. до 15. августа 1943, била је америчка победа током рата на Пацифику.

## Позадина
С обзиром на неочекивано лаке и брзе јапанске победе у првим месецима рата (освајање Филипина, Малаје и Холандске Источне Индије), у Токију је средином априла 1942. донета одлука да се настави експанзија у правцу југоистока (на Новој Гвинеји и Соломоновим острвима), чиме би се пресекла веза између САД и Аустралије и створили услови за продор у Аустралију. Да би се још боље обезбедила освојена подручја, одлучено је да се заузму Мидвеј и западна Алеутска острва, чиме би се угрозила Хавајска острва и Аљаска. Изненадним померањем тежишта операција с југа на средњи и северни Пацифик требало је изненадити Американце и тако спречити концентрацију њихових снага. Иако је јапанска 4. флота, која је покушала да искрца десант код Порт Мозбија на Новој Гвинеји, неочекивано потучена у бици у Коралном мору (7—8. маја), Јапанци су почетком јуна покренули целу Комбиновану флоту (11 бојних бродова, 8 носача авиона, 22 крстарице, 65 разарача, 21 подморницу и преко 600 авиона): главнина ове флоте потучена је у бици код Мидвеја (3—6. јуна), док је мањи одред (2 носача авиона са пратећим бродовима) напао Алеутска острва.

## Јапанска инвазија

### Географија
Алеутска острва су ланац од 14 великих и 55 малих острва (укупне површине 16.546 km²) који се од полуострва Аљаска пружа у благо повијеном луку према Камчатки, у дужини од око 1.260 км. Подељена су на 4 главне групе, од истока према западу: Фокс (главни град Дач Харбор на острву Аналеска), Андреановљева острва (највеће је Ејдек), острва Рет (највећа су Киска и Емчитка) и острва Нир (највећа су Ету и Егату). Острва су брдовита, са око 30 активних вулкана, без дрвећа, покривена тундром. Стеновите обале, непостојање природних лука и честе олује отежавају прилаз с мора.

### Окупација острва Ету и Киска
До уласка у Други светски рат, САД су у Дач Харбору одржавале поморску и ваздухопловну базу, а на Умнеку и Ејдеку изграђени су 1942. два аеродрома за ловачке авионе. Јапанци су почетком јуна 1942, упоредо са нападом на Мидвеј, извршили напад на Алеутска острва. Претходно је, 3. и 4. јуна 1942, 28 јапанских авиона са два носача напало Дач Харбор, али напад није успео због неповољног времена. Ипак су 7, односно 12. јуна Јапанци заузели Ету и Киску без отпора, искрцавши на оба острва око 1.800 војника и известан број радника.
Јапанци су постепено појачавали своје посаде, тако да су на Етуу имали 2.500, а на Киски 6-7.000 војника.

### Америчка противофанзива
Да би спречили даље продирање Јапанаца, Американци су се 30. августа 1942. искрцали на острву Ејдек и ту саградили ваздухопловну базу. Друга база уређена је на Емчитки. Ваздушни напади са ових база онемогућили су снабдевање трупа на Ету и Киски површинским бродовима, па су Јапанци били приморани да се служе подморницама. У пролеће 1943. Американци су појачали бомбардовање Етуа и Киске, а један већи јапански конвој разбијен је у бици код Командорских острва (26. марта). После тешке борбе  (11-31. маја) ослобођено је острво Ету, док су изоловану посаду на Киски Јапанци евакуисали без борбе 28. јула.